# Xishi
Xishi  (en chino, 西市; pinyin, Xīshì; literalmente, ‘[distrito] al oeste de la ciudad’) es un distrito urbano bajo la administración directa de la Prefectura Yingkou  en la Provincia de Liaoning, República Popular China.  Su área es de 314 km² y su población total para 2010 superó los 164 mil habitantes.

## Administración
Desde julio de 2023, el  Distrito Xishi   se divide en 5 pueblos administrados en subdistritos.